# Beli Potok
Pour les articles homonymes, voir Beli Potok (homonymie).
Beli Potok (en serbe cyrillique : Бели Поток) est une ville de Serbie située dans la municipalité de Voždovac et sur le territoire de la Ville de Belgrade. Au recensement de 2011, elle comptait 3 574 habitants.

## Emplacement

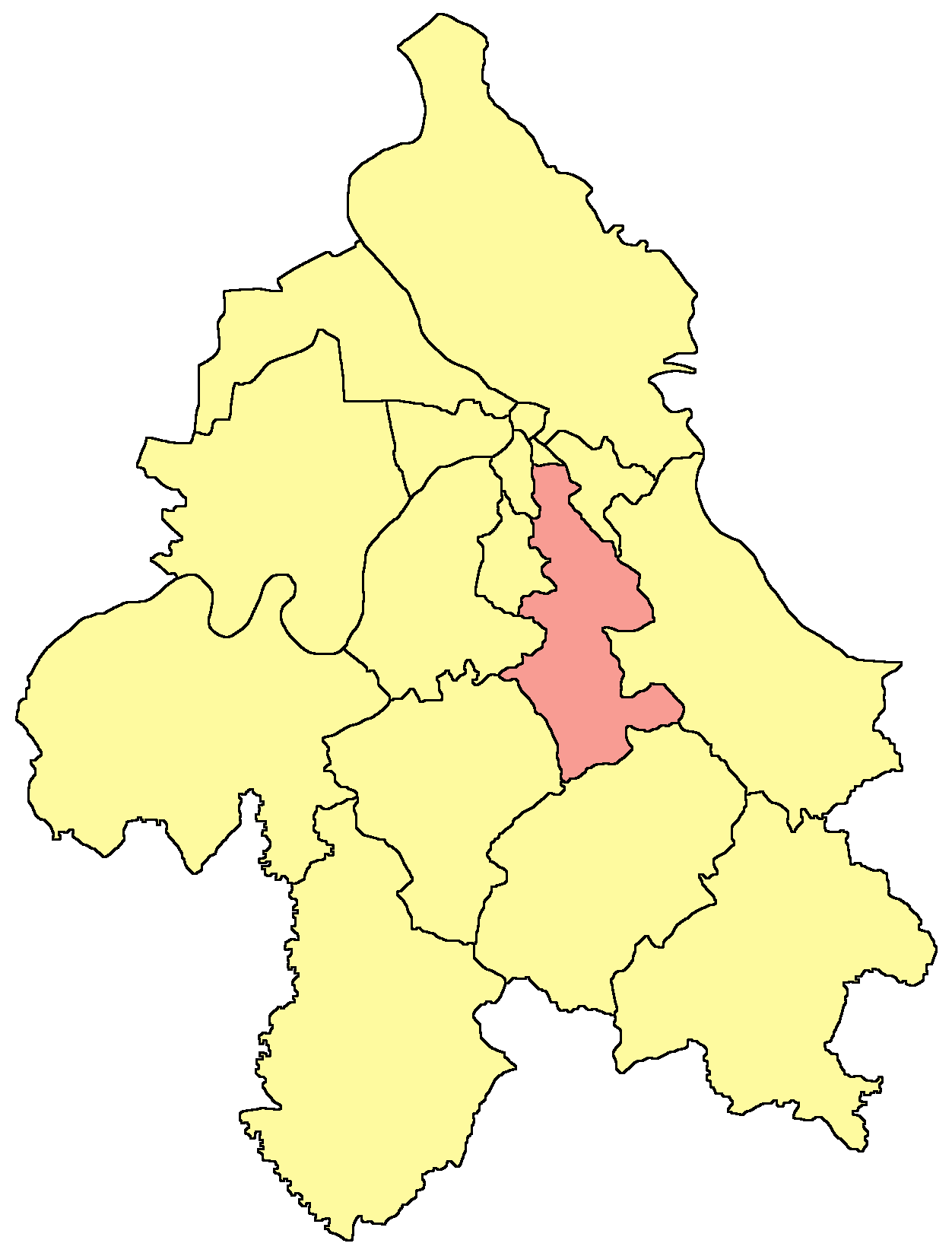
Localisation de la municipalité de Voždovac dans la Ville de Belgrade

Beli Potok est située sur les pentes septentrionales du mont Avala. Au sud, Beli Potok s'étend en direction de la petite ville de Pinosava, à l'est en direction de Bubanj Potok et, au nord, elle forme un ensemble continu avec le quartier belgradois de Selo Rakovica. En revanche Beli Potok est administrativement considéré comme une localité à part entière et non comme une partie de la ville de Belgrade.

## Histoire
L'église Sainte-Marie-Madeleine a été construite en 1883.

### Avenir
En septembre 2007, une procédure a été entamée par la municipalité de Voždovac visant à la création d'une nouvelle municipalité au pied du mont Avala. Elle devrait inclure les localités de Ripanj, Beli Potok, Pinosava et Zuce prélevées sur l'actuelle municipalité de Voždovac, Vrčin situé dans l'actuelle municipalité de Grocka et Resnik qui fait actuellement partie de la municipalité de Rakovica. En octobre 2007, l'assemblée municipale a entrepris la construction d'un nouveau bâtiment au centre de Beli Potok, destiné à accueillir l'assemblée et le siège de la nouvelle municipalité (si elle est créée),.

## Démographie

### Évolution historique de la population
| 1948  | 1953  | 1961  | 1971  | 1981  | 1991  | 2002  | 2011  |
| ----- | ----- | ----- | ----- | ----- | ----- | ----- | ----- |
| 1 726 | 2 082 | 2 825 | 3 242 | 3 150 | 3 059 | 3 417 | 3 574 |

|  |

## Éducation
Beli Potok dispose d'une école élémentaire (en serbe : (osnovna škola), l'école Vasa Čarapić.

## Transports
Beli Potok  est située près du croisement entre l'Avalski put, une route qui relie Belgrade au mont Avala, et le Kružni put, la route principale qui relie les localités des faubourgs sud de Belgrade et qui, à terme, doit être intégrée au périphérique de Belgrade (autoroute serbe A1) encore en construction.
Sur le plan des transports en commun, la ville est desservie par la ligne de bus 402 (Voždovac – Beli Potok) de la société GSP Beograd, qui permet de rejoindre le quartier de Trošarina, dans la ville de Belgrade intra muros. Elle est également située sur la ligne 6 (Stara Pazova - Batajnica - Beograd Centar - Rakovica - Mala Krsna) du réseau express régional Beovoz, qui la relie directement au centre de la capitale serbe et, au-delà vers le nord, jusqu'à Stara Pazova en Syrmie, dans la province de Voïvodine, et vers le sud-est, jusqu'à Mala Krsna, une localité située sur le territoire de la Ville de Smederevo.

## Personnalités
Beli Potok est la ville natale de Vasa Čarapić (1770-1806), l'un des principaux chefs du premier soulèvement serbe contre les Ottomans. La principale rue du centre-ville porte son nom.